# Джордж Барнс (оператор)
Джордж Барнс (англ. George Barnes; 16 жовтня 1892 — 30 травня 1953) — американський кінематографіст з епохи німого кіно до початку 1950-х років. Протягом своєї кар'єри він був номінований на премію «Оскар» вісім разів, у тому числі за роботу над фільмом Диявольська танцівниця (1927) з Гільдою Грей і Клайвом Бруком. Проте, він лише одного разу переміг, за роботу над фільмом Альфреда Гічкока Ребекка (1940).
Джордж Барнс був тричі одружений (Мельба Крюгер, Джоан Блонделл (1933—1936) та Маргарет Еткінсон) і мав трьох дітей.
Помер 30 травня 1953 у віці 60 років в Лос-Анджелесі, штат Каліфорнія.